# Deutsch Kaltenbrunn
Deutsch Kaltenbrunn (węg. Némethidegkút) – gmina targowa w Austrii, w kraju związkowym Burgenland, w powiecie Jennersdorf. Według Austriackiego Urzędu Statystycznego liczyła 1,70 tys. mieszkańców (01.01.2015).